# 도시 열섬

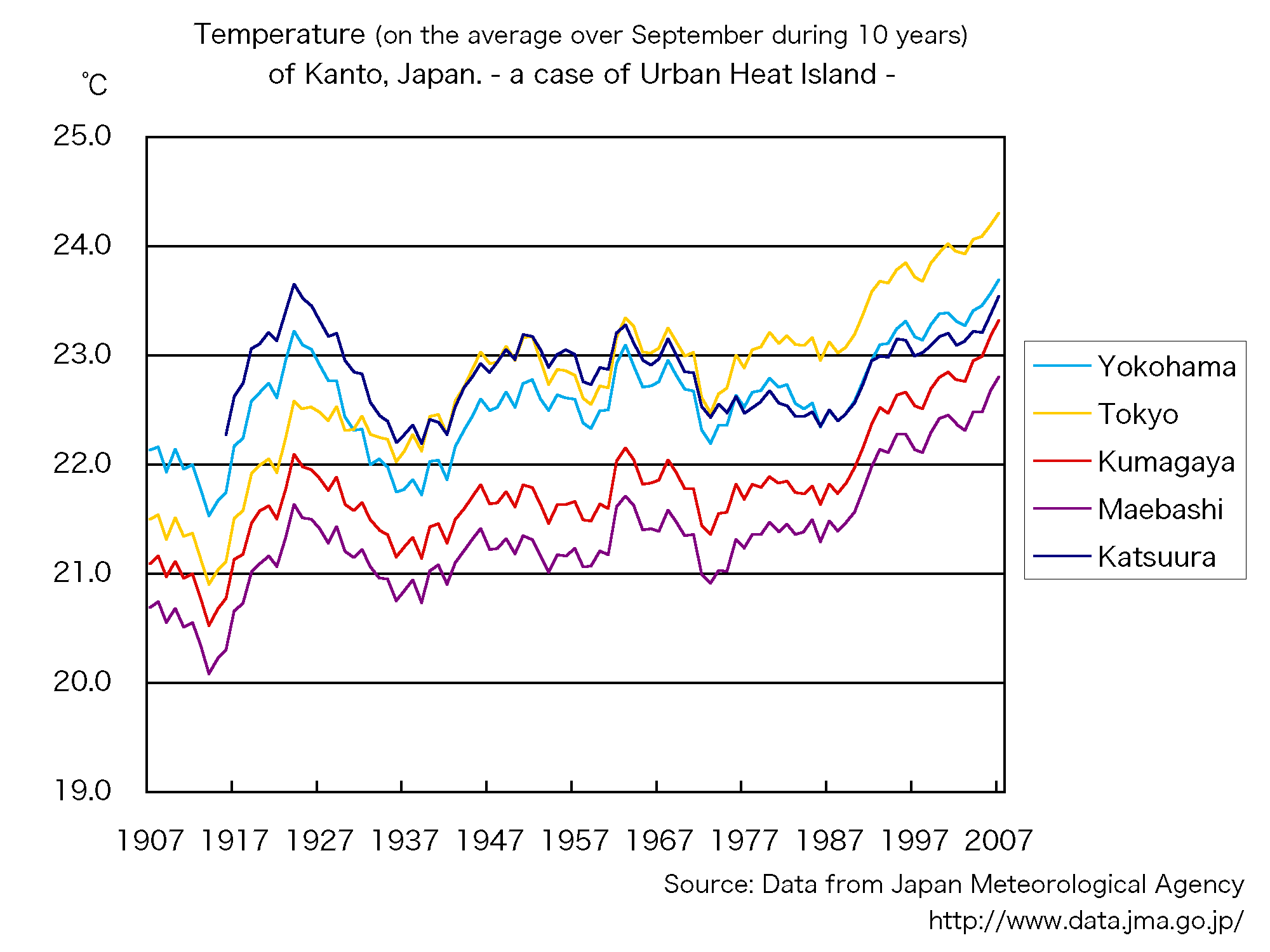
도쿄는 도시 열섬 현상의 한 예이다. 도쿄의 일반 기온은 주변 지역의 기온보다 더 높이 상승한다.

도시 열섬(都市 熱-) 또는 어번 히트 아일랜드(영어: urban heat island, UHI) 효과는 주위의 타 지역보다 주목할 정도로 따뜻한 대도시 지역에 나타나는 현상을 일컫는 용어이다. 온도 차이는 보통 낮보다는 밤에, 여름보다는 겨울에 더 크고, 바람이 약할 때 가장 두드러진다. 도시 열섬이 발생하는 주원인은 도시화로 인한 녹지 감소와 지표면 개발이며, 에너지 사용으로 발생한 열이 두 번째 원인이다. 인구 밀집도가 높아지면서 자연녹지는 줄어들고 더 넓은 면적의 토지를 인위적으로 개발하게 되는데, 이로 인해 평균 온도가 상승한다.

## 역수
이 현상은 1810년대에 루크 하워드에 의해 처음 조사되고 기술되었으나 그는 이 현상의 이름에 대해 언급하지는 않았다.

## 원인

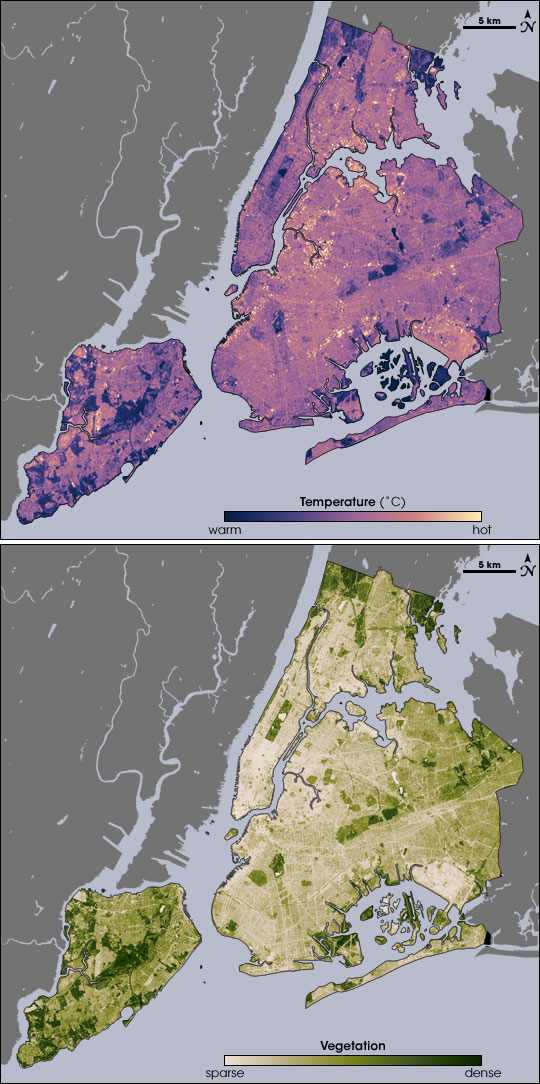

도시 열섬 현상의 원인은 Oke(1982)에서 소개된 것처럼 다양하다. 밤에 기온이 따뜻해지는 주원인은 (비교적 따뜻한) 건물이 (상대적으로 차가운) 밤 하늘을 가리기 때문이다. 지표면 재질의 열 특성 변화와 도시지역의 증발산량 부족 또한 원인이다. 아스팔트나 콘크리트처럼 도시에서 주로 사용되는 건축자재는 열 특성(열용량, 열전도성 등)이나 표면 반사도(알베도, 열방사력) 면에서 주변의 농촌지역과 크게 다르다. 이는 도시 지역의 에너지 균형에 변화를 일으켜, 주변의 농촌지역에 비해 온도가 높게 만들곤 한다. 도시 지역에 녹지가 부족하여 증발산작용을 통한 냉각 효과가 줄어드는 것도 에너지 균형에 영향을 끼친다.
도시 열섬 현상의 다른 원인은 기하학적인 효과 때문이다. 도시에는 높은 빌딩이 많이 있기 때문에 햇빛을 반사하고 흡수하는 면적이 증가한다. 이에 따라 도시 지역의 열효율도 증가한다. 이를 “계곡 효과”라고 한다. 빌딩은 또한 바람을 막아 대류 현상에 따른 냉각화도 막는다. 에어컨 사용, 공장 등 기타의 이유로 생겨나는 잉여 열도 도시 열섬 현상에 기여한다. 대기 오염이 심한 것도 도시 열섬 현상을 가속화하는데 대기 오염으로 인해 대기 중의 방사량이 변하기 때문이다.
미국 환경 보호청(EPA)에서는 도시 열섬 현상의 원인에 대해 다음과 같이 말하고 있다.
| “ | 열섬은 인구가 늘어나서 녹지가 도로, 건물, 기타 구조물의 아스팔트나 콘크리트로 바뀌면서 생겨난다. 아스팔트나 콘크리트 표면은 태양열을 반사하기보다는 흡수하게 되며, 이로 인해 표면 온도와 그 주변의 전체 온도를 상승시킨다. | ” |

일부 도시에서는 특히 여름 밤에 열섬 현상이 가장 강하게 나타나는데, 이 때는 도심과 주변의 녹지의 기온이 수 도가 차이 나는 경우도 있다.

## 예측
만약 도시나 마을에 고성능의 날씨 관측 시스템이 있다면 UHI(도시 열섬 현상 정도)를 바로 측정할 수 있다. UHI를 측정하기 위한 다른 방법으로는 해당 지역에서 모의실험을 하거나 근접한 실험 방법을 사용하는 것 등이 있다. 이러한 모델들은 기후 변화로 인해 미래에 발생할 도시 내 기온 상승량을 포함하여 측정한다.
Leonard O. Myrup은 1969년 UHI의 효과를 수적으로 예측하기 위한 포괄적 방법을 처음 집필하였다. 그는 그 보고서에서 UHI를 조사하고, 당시의 이론들을 과도하게 질적이라는 이유로 비판하였다. 일반적으로 수적인 에너지 예산 모델은 도시 대기에 맞춰 설명하거나 적용할 수 있다. 민감도 분석 뿐만 아니라 몇몇 특별한 경우들에 대한 계산들도 존재한다. 이 모델은 도시 기온 초과의 규모의 정확한 순서를 예측하기 위해 만들어졌다. 또한 열섬 효과는 여러 경쟁적인 물리 과정들의 최종 결과라는 사실이 밝혀졌다. 일반적으로, 줄어든 도시중심의 증발량과 빌딩의 보온성, 포장 재료들이 도시열섬 현상의 지배적 한도이다. 이러한 모델들이 생명체와 미래 도시들의 기후를 향상시키기 위한 계산에 쓰일 수 있다는 사실이 확인되었다.

## 완화
도시 지역과 주변 교외나 시골 지역의 온도 차는 약 5도에 달한다. 이러한 상승량의 40%는 아스팔트 등 어두운 색의 도로 포장재의 사용과 줄어드는 초목량에 동반한 어두운 지붕들의 보급 때문이다. 도시열섬 현상은 흰 색이나 반사 가능한 소재로 집, 지붕, 포장 그리고 길을 만듦으로써 어느 정도 대응할 수 있다. 즉, 도시의 태양 광선 반사(알베도)의 전체량을 증가시켜야 한다. 또 다른 문제의 원천을 극복하기 위해서는, 어두운 지붕을 대체하는 것이며 이는 가장 즉각적인 결과를 위한 최소한의 투자를 필요로 한다. 쿨 루프 (cool roof)는 태양광의 최소 75%를 반사하고 빌딩 겉면에 의해 흡수되는 태양 복사의 70%를 방출하는 비닐과 같은 반사성의 소재로 만들어진다. 반면, 아스팔트로 지어진 지붕은 태양복사의 6%에서 26% 정도를 반사한다.
가벼운 색감의 콘크리트를 사용하는 것이 아스팔트보다 50% 이상의 빛을 반사하고 주위의 기온을 감소시키는 데에 효과적임이 증명되었다. 낮은 알베도 수준이 특징인 검은 아스팔트는 주위 표면 온도를 덥게 하는 태양열의 대부분을 흡수한다. 밝은 색감의 콘크리트로 포장을 하고 아스팔트를 이것으로 대체하면 지역 사회는 더 낮은 평균 온도를 유지할 수 있을 것이다. 그러나 반사성 포장재와 주변 빌딩 간의 상호 연관성을 연구한 결과에 따르면, 근처의 빌딩들이 반사성 유리에 적합하지 않다면 밝은 색의 콘크리트로부터 반사되는 태양 복사는 빌딩의 온도와 기온을 상승시킬 것이라고도 한다.
두 번째 방법은 관개가 잘 되는 초목의 양을 증가시키는 것이다. 이 두 가지 방법은 녹색 지붕과 함께 시행될 수 있다. 녹색 지붕은 더운 날씨의 계절 동안 훌륭한 절연 자재의 역할을 하고 식물들은 주변 환경을 시원하게 만든다. 또한 식물들이 이산화탄소를 흡수하고 산소를 생산하기 때문에 대기의 질도 향상 된다.
로스 앤젤레스에서 진행된 가상의 “쿨 커뮤니티 (시원한 공동사회)” 프로그램은 1000만 그루의 나무를 심고, 500만 가구의 지붕을 새로 하고, 도로의 1/4을 색칠한다면 도시 기온이 약 3도가량 감소할 수 있을 것이라고 기획하였다. 이는 약 1200조원의 비용이 필요하지만 현재 대기 관리 비용이 약 2000억, 스모그로 인한 건강 관리 비용이 4200억가량 감소하기 때문에 연간 이득은 6200억가량 발생할 것으로 보인다.

## 같이 보기
- 미기후
- 열대야
- 기후 변화
- 그린루프
- 에너지플러스 하우스(영어판)
- 제로에너지 빌딩
- 헬리오트롭